# Condado de Henry (Iowa)
O Condado de Henry é um dos 99 condados do estado norte-americano do Iowa. A sede de condado é Mount Pleasant, que é também a sua maior cidade. O condado tem uma área de 1131 km² (dos quais 6 km² estão cobertos por água), uma população de 12 534 habitantes, e uma densidade populacional de 11,4 hab/km² (segundo o censo nacional de 2010). O condado foi fundado em 1851 e o seu nome é uma homenagem ou a Henry Dodge (1782–1867), governador do  Território do Wisconsin, ou a James Dougherty Henry, general na guerra de Black Hawk.

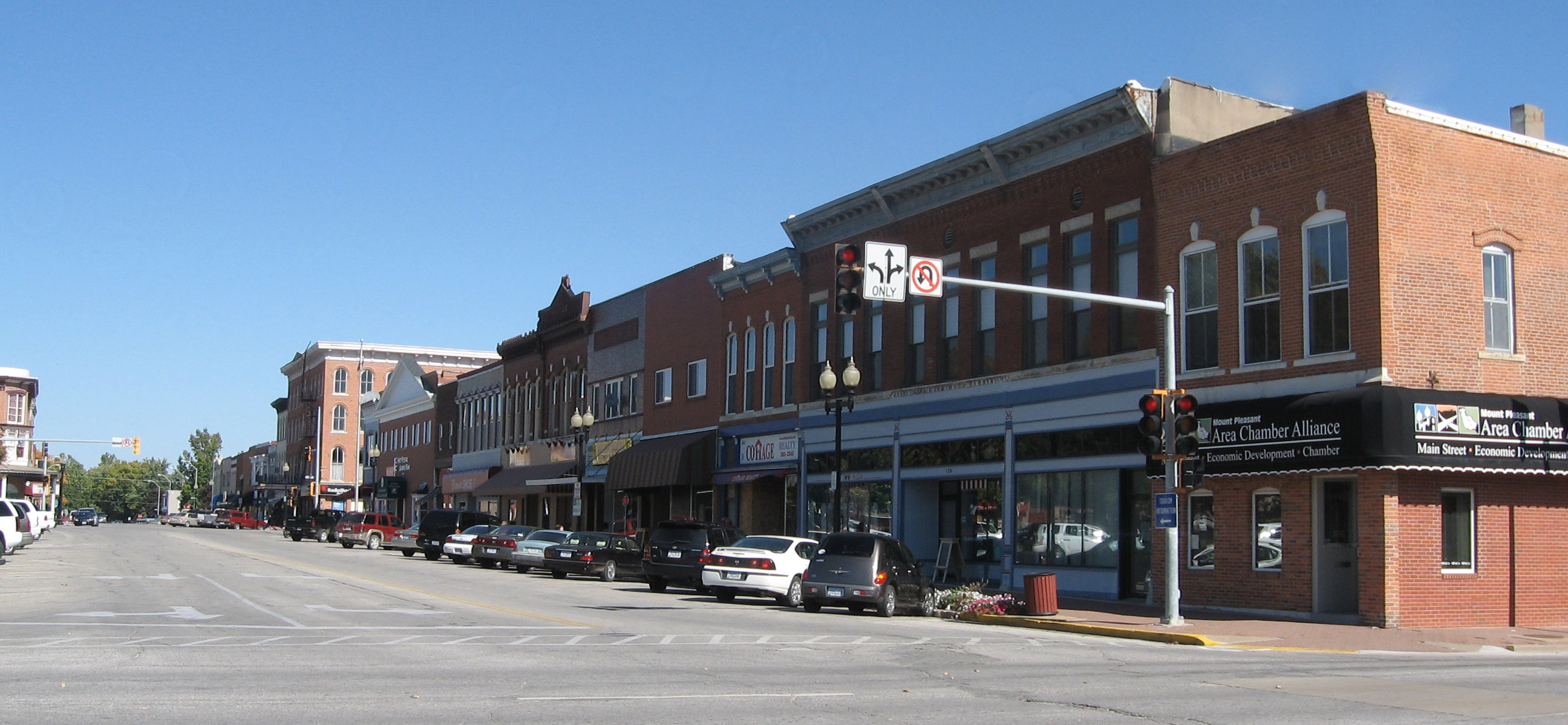
Rua de Mount Pleasant, sede do condado de Henry, Iowa